# رجبعلی طاهری
رجبعلی طاهری (۱۳۱۵ – ۲۴ مهر ۱۳۹۲) سیاستمدار ایرانی، نماینده مردم کارزون در مجلس شورای اسلامی ونامزد ششمین دوره انتخابات ریاست جمهوری ایران بود.
او از چهره‌های مبارز دانشجویی و مردمی پیش از انقلاب بود و از دهه چهل فعالیت‌های مبارزاتی خود را آغاز کرد و ارتباط نزدیکی با خامنه‌ای داشت. وی دارای مدرک تحصیلی فوق لیسانس در رشته مهندسی راه و ساختمان بود. او نخستین فرمانده سپاه در استان فارس و نماینده مردم کازرون در دوره اول مجلس شورای اسلامی و همچنین از اعضای شورای مرکزی حزب جمهوری اسلامی بود. او در سال ۱۳۷۲، یکی از نامزدهای ششمین دوره انتخابات ریاست جمهوری ایران بود که با اکبر هاشمی رفسنجانی به رقابت پرداخت.